# 大貫恵美子
大貫 恵美子（おおぬき えみこ、Emiko Ohnuki-Tierney、1934年 - ）は、日本生まれ、米国籍の文化人類学者。ウィスコンシン大学人類学部教授。

## 人物・来歴
兵庫県神戸市生まれ。甲南小学校、甲南女子中学校・高等学校卒業。津田塾大学学芸学部英文学科卒業。1958年渡米。1968年ウィスコンシン大学人類学博士課程修了。ビロイト大学、ウィスコンシン大学人類学部助教授を経て、ウィスコンシン大学人類学部教授。プリンストン大学高等研究学院に滞在中。
1985年『日本人の病気観』でサントリー学芸賞受賞。1999年アメリカ学士院会員。
樺太アイヌ文化の研究を行い、数多くの著作を発表している。アイヌ語（樺太方言）と、英訳、詳細な註が付された民話集のSakhalin Ainu Folklore. (Washington, D.C.: American Anthropological Association, 1969) は言語の資料としても、文化研究の資料としても貴重である。樺太アイヌ文化研究を16年行った後、日本文化研究へと進む。日本人の病気観から日本文化の象徴構造を抽出した『日本人の病気観』の後は、米、猿、桜を手がかりとして、日本文化の中核へと迫っていく研究を進めている。
2020年11月瑞宝中綬章受章。

## 著書
- The Detroit Chinese: A Study of Socio-Cultural Changes in the Detroit Chinese Community from 1872 through 1963. Housed at Detroit Public Library, UCLA Library, etc. 1964
- A Northwest Coast Sakhalin Ainu World View. (Ph.D. dissertation, Department of Anthropology, University of Wisconsin, Madison, 1968)
- Sakhalin Ainu Folklore. Anthropological Studies No. 2. Washington, D.C.: American Anthropological Association.  1969
- The Ainu of the Northwest Coast of Southern Sakhalin. New York: Holt, Rinehart & Winston.  Reprinted in 1984 by: Prospect Heights, Illinois: Waveland Press. 1974 
  - 『樺太アイヌ民族誌 その生活と世界観』（阪口諒訳）青土社 2020
- Illness and healing among the Sakhalin Ainu : a symbolic interpretation. Cambridge; New York: Cambridge University Press. 1981
- 『日本人の病気観 象徴人類学的考察』岩波書店 1985
- 『コメの人類学 日本人の自己認識』岩波書店 1995
- 『日本文化と猿』平凡社選書 1995
- 『ねじ曲げられた桜 美意識と軍国主義』岩波書店 2003　岩波現代文庫、2022
- 『学徒兵の精神誌 「与えられた死」と「生」の探求』岩波書店 2006
- 『人殺しの花 政治空間における象徴的コミュニケーションの不透明性』岩波書店 2020